# تامر عبد العليم
تامر عبد العليم قائد القوات البحرية المصرية لمدة 6 أعوام متتالية (2001 - 2007 م) ، أحد أبطال البحرية المصرية. شارك في حرب 1967م، حرب الاستنزاف،
حرب أكتوبر 1973م. يشغل حالياً منصب رئيس مجلس إدارة «الشركة المصرية الوطنية للملاحة البحرية» وهي من أعرق شركات الملاحة المصرية وكانت تسمى قديماً بالشركة الوطنية للملاحة.

## مهامه في حرب أكتوبر
بين مضيق شرم الشيخ جنوب خليج العقبة مضيق باب المندب جنوب البحر الأحمر حطمت قواتنا البحرية كل افترائات إسرائيل عن لزوم احلاتل مدخل خليج العقبة. لو كان هذا إنجازا الوحيد في حرب رمضان لكفاها ولكنها استمرت شديدة النشاط وادت دورا عظيما يسجل في التاريخ الحربى البحرى بحروف من نور.
يرجع الفضل في ذلك إلى التطور الكبير الذي حققتة قواتنا البحرية بعد جولة يوينو 1967 تنظيما وتسليحا وتدريبا، فعلى الاتجاه التعبوى للبحر الأحمر أصبحت سيطر على البحر الأحمر بقاعدة البحر الأحمر البحرية وعلى الاتجاه التعبوى للبحر المتوسط أصبحت تسيطر بقاعدتى الإسكندرية وبورسعيد وأصبحت كل قاعدة بحرية مسؤلة تماما بما لديها من قوات وقدرات ان تؤمن نطاقها التعبوى وان تمنع العدو من الاقتراب من الأهداف الساحلية في منطقة عملياتها.
أما في مجال التسليح فقد ركزت قواتنا البحرية كل جهودها للنهوض بالوحدات البحرية الخفيفة وزيادة عدد لنشات الصواريخ والطوربيد واللنشات المجهزة بالصواريخ الغير موجهة للضرب على ادهداف العدو الساحلية ومع بداية حرب أكتوبر كانت تمتلم قوات صاعقة بحرية وضفاضع بشرية مزودة بأحدث الأسلحة.

## الموقف البحرى قبل يوم 6 أكتوبر 1973
كانت وحدات العدو البحرية تتمركز في مينائي اشدود وحيفا على البحر المتوسط وايلات وشرم الشيخ مراسى خليج السويس (رأس سدر وأبو رديس)
أما وحداتنا البحرية فقد تمركزت في نطاق القواعد البحرية في الإسكندرية وبورسعيد وسفاجا والغردقة. بمقارنة قواتنا البحرية بقوات العدو يتضح تفوقنا على العدو في المدمرات والغواصات ووحداث زرع وكسح اللغام بينما يتفوق علينا العدو نسبيا في لنشات الصواريخ والقدرة على تخصيص مجهود جوي. أكبر لمعاونة قواتنا البحرية وكذلك يتفوق العدو في الطائرات الهليكوبتر التي تعمل مع
قواتة البحرية.
يتميز مسرح العمليات البحرى بأتساعة الكبير على طول سواحلنا التي تبلغ 1600 كيلو متر على البحرين المتوسط والأحمر وبينما لا تتجاوز سواحل العدو على 400 كيلو متر فق ومن الواضح أيضا انة نظرا لوضع إسرائيل السياسى والجغرافى فأن خطوط مواصلاتها على وجة الخصوص
تعتبر الشريان الرئيسى الذ يكفل استمرار المحافظة على اقتصادها وإمدادها بالمواد الاقتصادية والعسكرية.
تحركت غواصات البحر الأحمر تحت ستار إجراء بعض الإصلاحات الصرورية في إحدى موانى الباكستان وكان قد تم الاتفاق عليها مسبقا مع السلطات
البحرية لهذة الدولة الصديقة، أما مدمراتنا فقد تمركزت واحدة منها بميناء طرابلس الليبى في زيارة رسمية وتحركت مدمرات البحر الأحمر إلى منطقة عملياتها عند باب المندب في أقصى الطرف الجنوبي للبحر الأحمر وتم كل ذلك تحت ستار إجراء زيادرة ودية لدول المنطقة

## بداية الحرب البحرية
بمجرد اندلاع القتال يوم 6 أكتوبر اشتركت فية بكل يقلها المدمرات والغواصات والمدفعية الساحلية ولنشات الصواريخ والطوربيد ووحدات الصاعقة البحرية والضفادع البشرية. قامت سرايا المدفعية الساحلية في بورسعيد بقصف القلعة الحصينة شرق بو رفؤاد والحص المنيع عند الكيلو 10 جتوب بور فؤاد.
قام سرب من اللنشات المسلحة بصواريخ غير موجهة بإنزال ضربة صاروخية مركزة على تجمعات العدو في رمانة ثم قام لنش آخر من نفس النوع
بضرب مرسى للعدو في راى باروم على البحر المتوسط. في البحر الأحمر قامت سرايا المدفعية الساحلية بمعاونة الجيش الثالث وقصف مناطق العدو في مواجهتها وقام سرب من انشات الصواريخ المتمركز في سفاجا بقصف اهداف العدو في شرم الشيخ. في نفس الوقت انزلنا ضربة صاروخية بالصواريخ غير الموجهة ضد منطقة رأس سدر وكانت الحرائق والانفجارات تدوى على سواحل العدو في البحرين المتوسط والأحمر
استمرت العمليات البحرية طوال أيام الحرب بنفس معدل نشاطها للضغط على العدو وتكبيدة خسائر فادحة، ففى ليلة 7/10 خرج إحدى تشكيلاتنا الصاروخية من قاعدة بورسعيد بغرض اكتشاف وتدمير أي وحدات بحرية معادية تقترب من منطقة رمانة بالذات. في حوالى الساعة 0335 اكتشف هذا التشكيل هدفا بحريا متوسط الحجم. دارت معركة بحرية انتهت حوالى الساعة 0430 بأغراق الوحدة الإسرائيلية وعودة التشكيل سالما إلى القاعدة.